# Palais Dar Zniber (Marrakech)
Pour les articles homonymes, voir Zniber.
Le palais ou riad Dar Zniber  (دار زنيبر, en arabe) est un ancien palais de la fin du XIXe siècle de style hispano-mauresque / islamique, à Marrakech au Maroc. Il s'agissait de la demeure de l’amīn (surintendant des finances), mûhtassib de Marrakech et vizir slaoui Mohammed Ben Abdelhadi Zniber II lorsque la cour du Sultan était établie à Marrakech. Situé rue Riad Zitoun el Jdid, le palais Zniber est adjacent au Palais de la Bahia. Durant le Protectorat français au Maroc, il accueillait le Bureau régional de Marrakech.
Il abrite actuellement le restaurant "Musée de l'art culinaire marocain" (Moroccan culinary arts museum, en anglais) objet de controverses et d'une affaire de cession illégale de patrimoine historique et d'accaparement de biens de l'État en cours depuis 2019.

## Historique

### Le palais de l’amīnetmuḥtasibMohammed Ben Abdelhadi Zniber à Marrakech

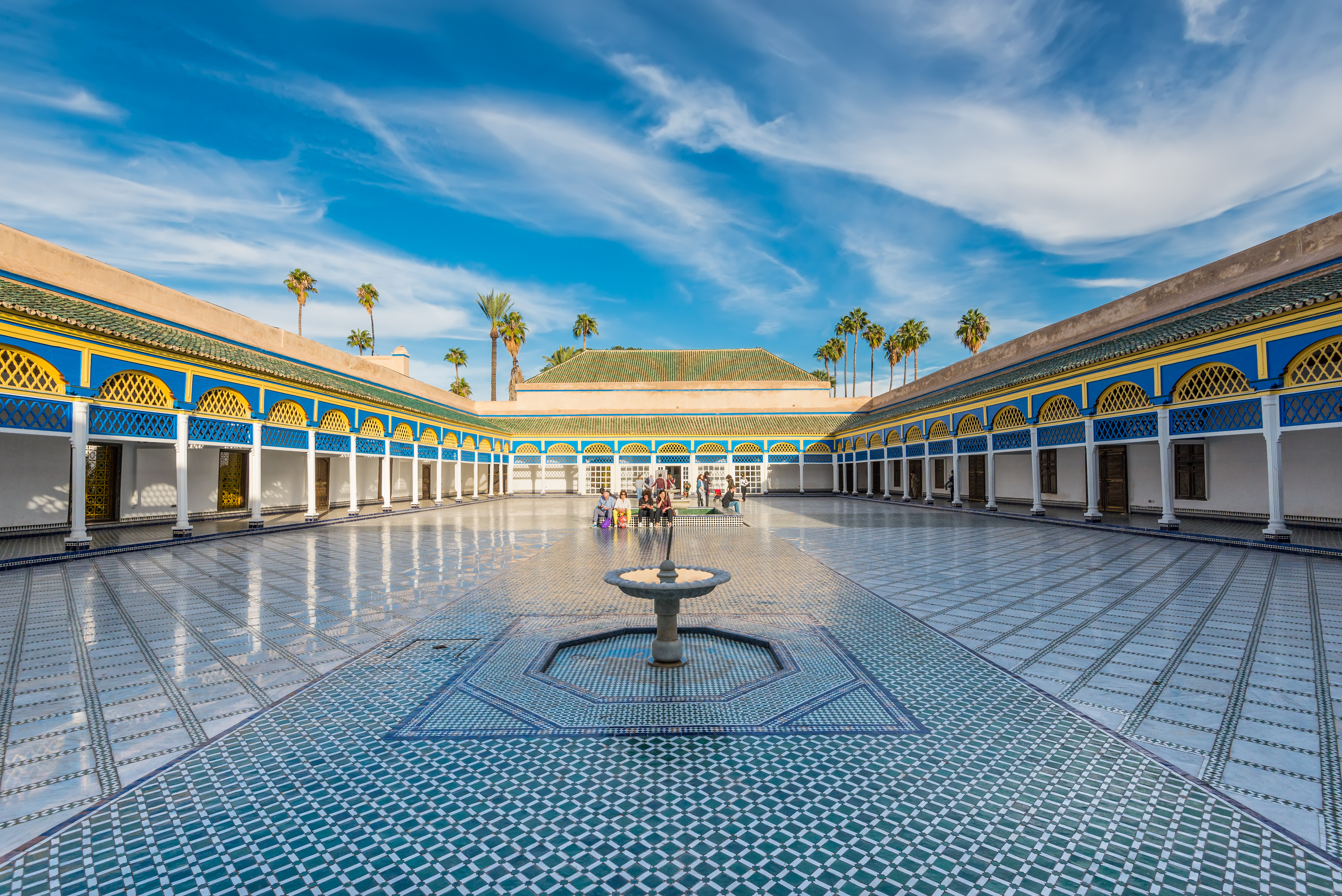
Le Palais de la Bahia du chambellan Ahmed ben Moussa, joyau de l'architecture marocaine, que Mohammed Ben Abdelhadi Zniber II aida à élever et à agrandir

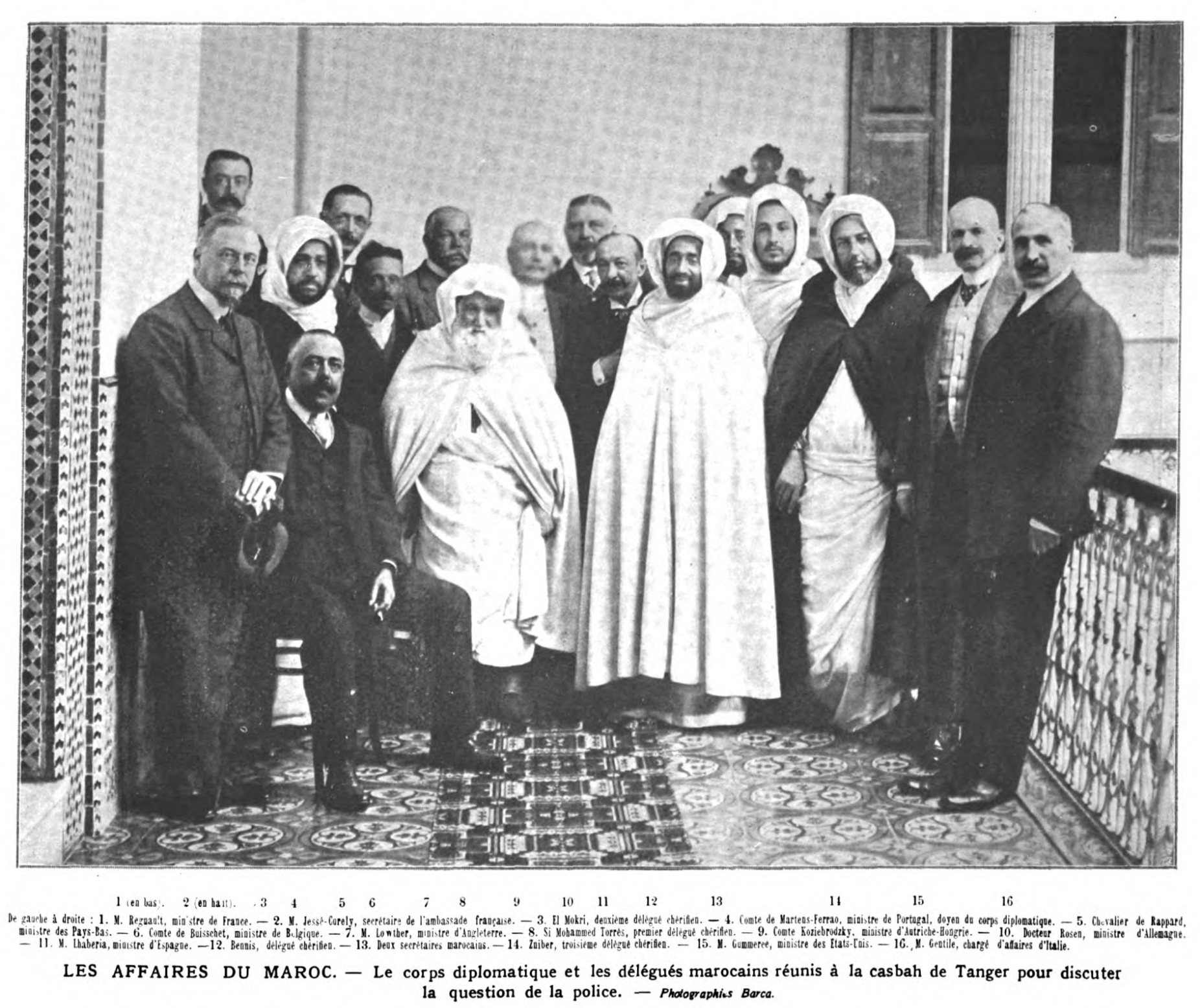
Mohammed Ben Abdelhadi Zniber II (troisième à partir de la droite), délégué à la conférence internationale sur la police à Tanger en 1907

Le palais Dar Zniber a été offert par le puissant chambellan et régent Ahmed ben Moussa dit Bahmad à l’amin (intendant des finances) et Muhtasib de Marrakech Mohammed Ben Abdelhadi Zniber II lorsque la cour du Sultan était basée à Marrakech. Le palais de Mohammed Ben Abdelhadi Zniber II est collé au Palais de la Bahia du Chambellan.
Dans son ouvrage Marrakech des origines à 1912, l'historien Gaston Deverdun (1906-1979) note que l’amīn Mohammed Ben Abdelhadi Zniber aida le chambellan Bahmad à élever et agrandir le Palais de la Bahia pour loger sa famille et ses nombreux serviteurs.
Mohammed Ben Abdelhadi Zniber II était proche du chambellan Ahmed ben Moussa qui avait favorisé l'ascension de Slaouis sous Moulay Hassan  dans les hautes sphères du Makhzen au détriment des Fassis. Descendant d'esclaves, le Chambellan Ahmed ben Moussa (Bahmad) avait peu d'alliés parmi les notables et oulémas de Fès, il chercha des alliés à Salé, Rabat et Tétouan. C'est l'une des raisons parmi lesquelles il maintint la cour à Marrakech loin de la capitale. Ce n'est qu'une fois affranchi de la tutelle du chambellan et régent à la mort de celui-ci que le Sultan Moulay Abdelaziz s'installa à Fès.
À la mort du chambellan Ahmed Ben Moussa, Mohammed Ben Abdelhadi continuera à cumuler plusieurs fonctions. Il dépasse son père Abdelhadi Zniber II (m. 1910), également amīn (intendant des finances), en notoriété, en richesse et en influence. Il est alors intendant des finances et adjoint du ministre des affaires étrangères Abdelkrim Benslimane. Si Fedoul Gharit qui était ministre des affaires étrangères devient Grand Vizir. Le jeune El Mehdi El Menebhi proche du Sultan est le nouvel homme fort du Makhzen. Mohammed Ben Abdelhadi Zniber devient l'adjoint du vizir de la guerre El Menebhi jusqu'à la disgrâce de ce dernier en 1903 à la suite de la campagne de Taza contre Rogui Bou Hmara.
Mohammed Ben Abdelhadi Zniber continue parallèlement à être négociant. Il commerce avec Manchester notamment où plusieurs grands négociants marocains ont fondé des comptoirs commerciaux. Mohammed Ben Abdelhadi Zniber est alors la plus grande fortune de Salé et l'une des plus importantes du Maroc. Les oumana, intendants des finances et administrateurs fiscaux, étaient souvent choisis parmi les grands négociants à succès.
Mohammed Ben Abdelhadi devient amīn al-oumana, surintendant ou vizir des finances, charge qu'il partage avec Si Tazi. Entre 1906 et 1907, il prend part à la Conférence d'Algésiras et à la commission mixte sur la police à Tanger. Il est également Mendoub, délégué ou représentant chérifien à Tanger. En mars 1907, il est nommé premier commissaire chérifien à la Banque d'État du Maroc, future banque centrale Bank Al-Maghrib. Sous Moulay Abdelhafid, il est chargé du règlement de la question du Rif et est envoyé en ambassade à Madrid en juillet 1909 aux côtés du alem Ahmed Ben Mouaz.
Peu de temps après cette ambassade, Mohammed Ben Abdelhadi Zniber demande au Sultan de se retirer de ses fonctions et retourne à son négoce premier et auprès de ses proches à Salé où il a fait construire plusieurs grandes demeures. Il est enterré à la zaouïa Qadiriyya de Salé à laquelle il a fait don du terrain sur lequel elle se trouve aujourd'hui.

### "Dar Zniber" durant le Protectorat français
Mohammed Ben Abdelhadi Zniber II s'installe à Fès lorsque la cour du Sultan Moulay Abdelaziz est transférée de Marrakech à Fès à la mort du Chambellan Bahmad. Après avoir occupé plusieurs charges importantes dans la capitale et à Tanger et s'être retiré de ses fonctions officielles auprès du Sultan Moulay Abdelhafid peu de temps après son ambassade à Madrid entre 1909 et 1910, Mohammed Ben Abdelhadi Zniber rentre définitivement à Salé auprès de ses proches où il meurt en 1921. À partir de l'instauration du Protectorat français au Maroc en 1912, le palais de Mohammed Ben Abdelhadi Zniber à Marrakech connut plusieurs affectations.
Sous le Protectorat français l'ancienne demeure de l’amin Mohammed Ben Abdelhadi Zniber II continue à être désignée par le nom "Dar Zniber", parfois par "Bureau Zniber", par les autorités françaises et les habitants marocains de Marrakech. En témoignent plusieurs rapports et récits comme celui du commandant Léopold Justinard qui y raconte ses souvenirs en compagnie de Thami El Glaoui, ou encore l'ouléma Mohamed Mokhtar Soussi dans son encyclopédie Al Maâssoul (Le mielleux).
L'administration coloniale transforma le palais en siège du Bureau de la Région de Marrakech et en centre des services de renseignements.
Parmi les dirigeants de ce bureau et les commandants de la Région de Marrakech, on peut citer le capitaine Chardon, le général Lamothe, le commandant Orthlieb, le général Georges Catroux, etc. Jusqu'en 1934, le chef de ce bureau est le Commandant Boyer. Son adjoint à Dar Zniber était le capitaine Fournier. Le Commandant Boyer y est remplacé par le Commandant Brot de la Direction des Affaires Indigènes qui demeure à ce poste jusqu'en 1937. Il est remplacé par le lieutenant-colonel Ribaut (1937-1943), le colonel Albouy (1943-1947) et le lieutenant colonel De Fleurieu depuis 1947. Le secrétariat général de la Région de Marrakech y siège en 1945.
Le général Hubert Lyautey tenait, quant à lui, son conseil et ses quartiers-généraux à la Bahia lors de ses déplacements à Marrakech.
Dar Zniber avait été au cœur d'une grosse affaire jugée par le Tribunal de Marrakech entre 1947 et 1950. Avec les propriétés "Aguedal Ba Ahmed" et le "Fondouk Zniber", Dar Zniber avait fait l'objet d'une réquisition et d'une étude sur les confiscations au Maroc pour déterminer si ces trois propriétés relèvaient du Domaine privé de l'État ou appartenaient aux héritiers du Chambellan Ba Ahmad.
À l'indépendance, Dar Zniber fut récupérée par l'administration des biens Habous. Dans les années 1960, les Habous l'affectent au Ministère de la Culture qui y ouvre une école des arts traditionnels.

## Les biens de la famille Zniber de Salé à Marrakech

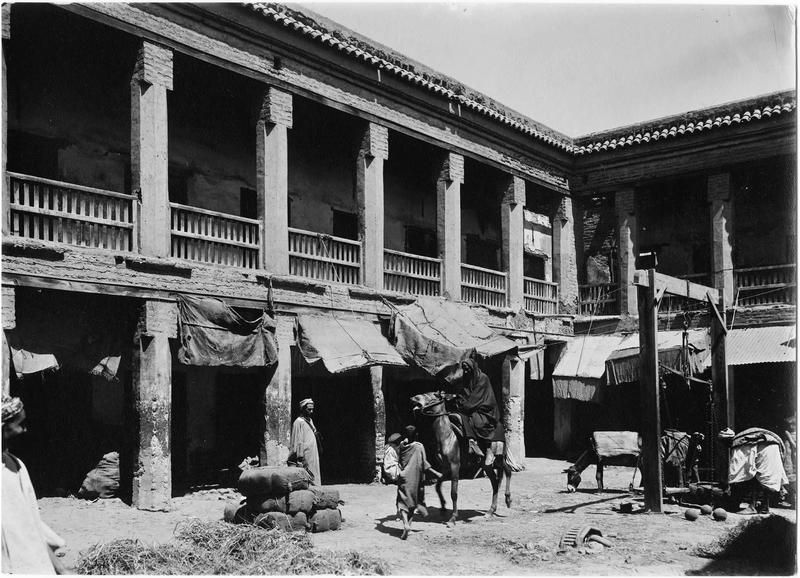
Un fondouk dans la médina de Marrakech en 1915

Plusieurs membres de la famille Zniber de Salé ont occupé de hautes charges à Marrakech et possédaient plusieurs biens dans cette ville dont des demeures, des fondouks (caravansérails), des boutiques et échoppes et des terrains.
Le père de Mohammed Ben Abdelhadi Zniber II, Abdelhadi Zniber II, mort en 1328 de l'Hégire (v. 1910), occupa également la charge d’amin à Marrakech. Il fut négociant, nadir des habous (Administrateur et conservateur des fondations pieuses) à Salé et amīn dans bon nombre de ports marocains à partir de 1291 de l'Hégire (v. 1874) notamment à Larache, El Jadida, Casablanca, en 1303 de l'Hégire (v. 1885/1886) à Safi ainsi qu’à Marrakech. Il fut également « amine diwanat » sous le règne de Moulay Hassan.
Mohammed Ben Abdelhadi Zniber II possèdait également le "fondouk Zniber" sis Kaat Ben Nahid à Marrakech et mitoyen de la Médersa Ben Youssef,.
On peut noter également que Mohammed Ben Brahim Zniber mort en 1930, et père de l'ambassadeur Dr. Abderrahmane Zniber, était katib (secrétaire) au Ministère des habous puis Nadir des habous (Administrateur et conservateur des fondations pieuses) à Safi et à Sidi Frej à Fès. En 1917, Mohammed Ben Brahim Zniber est nommé Nadir des Grands Habous (al-Ahbas al-Kobra) à Marrakech.
L'architecte Jean-François Zevaco qui réalisa plusieurs édifices pour la famille Zniber, réalisa également la "Villa Zniber", œuvre moderniste et avant-gardiste, à Marrakech en 1998.
En 2004, Lahbil Zniber appartenant à la famille de Brahim Zniber propriétaire des Celliers de Meknès, ouvre un restaurant du nom de Cosy Bar sur la Place des Ferblantiers dans la médina de Marrakech au sein d'un riad ayant appartenu à une ancienne famille juive aisée et vendu à la mort du père horloger du roi Hassan II.

## Enquête sur cession illégale de biens de l'État

### Affaire du restaurant ou Musée de l'art culinaire marocain de Marrakech
En 2019, le quotidien marocain Al-Akhbar révèle que Dar Zniber est au cœur d'une affaire d'accaparement de biens de l'État et de cession d'un patrimoine historique impliquant élus locaux et entrepreneurs étrangers. Dar Zniber aurait été illégalement transformé en un restaurant présenté comme étant un musée. Une commission locale d’enquête dirigée par le wali de la Région de Marrakech-Safi Karim Kassi-Lahlou est alors formée sur instructions du ministère de l’Intérieur. Le riad Dar Zniber devait pourtant faire l'objet d'une restauration et d'une réhabilitation dans le cadre du projet royal "Marrakech ville durable".
Malgré le scandale et l'indignation suscitée à la fois dans la presse nationale et les réseaux sociaux, le "Musée d'art culinaire marocain" rouvre ses portes le 30 mai 2023 prétextant une fermeture due au covid. Ghislane Bensadok, directrice du musée, présente l'établissement comme étant « un musée qui date du XVIIIe siècle et qui appartenait à un riche notable de la ville », passant sous silence la véritable identité des lieux et de son propriétaire initial ainsi que les raisons de la fermeture du musée-restaurant. Les suites et l'aboutissement de l'affaire ne sont pas connus. Il semblerait que le riad ait fait l'objet de plusieurs transactions et qu'il ait été revendu plusieurs fois.
L'édifice est encore connu des habitants de Marrakech sous le nom de "Dar Zniber" jusqu'à nos jours,.

## Description
Le palais-riad Dar Zniber s'étend actuellement sur une superficie de 3147 m2.
Il s'agît d'une demeure palatine construite dans le pur style hispano-mauresque de Marrakech à l'instar d'autres palais de vizirs contemporains de Mohammed Ben Abdelhadi Zniber comme le Palais de la Bahia du chambellan Ahmed ben Moussa, de Dar El Menebhi du vizir de la guerre El Mehdi El Menebhi ou de Dar Si Saïd du grand vizir Si Saïd frère de Bahmad.
Elle se distingue des grandes demeures de Salé, de Rabat, de Tétouan par son étendue et par l'absence d'arcs outrepassés brisés, polylobés ou en muqarnas. Le patio principal est couvert de zelliges polychromes. Il se présente comme un jardin islamique en partie planté d'oliviers et de palmiers et comprend une fontaine centrale en marbre. La cour principale est bordée de balcons, de galeries à colonnes et de murs ocres percés de fenêtres et de grandes portes en arcs en plein cintre qui donnent accès aux chambres, salons et dépendances. L'intérieur est richement orné de dentelles de stucs et de zellige. Les plafonds en zaouaq, panneaux de bois sculptés et peints, sont ornés de lustres. Le sol y est entièrement couvert de zellige. Le palais comprend des éléments en bois de cèdre et thuya.